# Eisberg Head
Das Eisberg Head ist eine steilwandige Landspitze mit Felsvorsprüngen an der Walgreen-Küste des westantarktischen Marie-Byrd-Lands. Sie liegt unmittelbar westlich der Einmündung des Vane-Gletschers in das Crosson-Schelfeis. Die Landspitze ist die nördliche Verlängerung eines Bergkamms, der sich vom zentralen Abschnitt des Massivs des Mount Murphy erstreckt.
Der United States Geological Survey kartierte sie anhand eigener Vermessungen und Luftaufnahmen der United States Navy aus den Jahren von 1959 bis 1966. Das Advisory Committee on Antarctic Names benannte sie 1976 nach Commander Harry Belleville Eisberg Jr. (1915–1993), medizinischer Stabsoffizier bei der US-amerikanischen Operation Highjump (1946–1947).